# Neolepidapedon medialunae
Neolepidapedon medialunae är en plattmaskart. Neolepidapedon medialunae ingår i släktet Neolepidapedon och familjen Lepocreadiidae. Inga underarter finns listade i Catalogue of Life.